# Gewestplan
Een gewestplan is in het Vlaams Gewest een ruimtelijk plan waarin een exacte functiebestemming is toegekend aan heel het grondgebied. Via volle kleuren wordt aangegeven of een zone bedoeld is als woongebied (rood), industriegebied (paars), landbouwgebied (geel), bos (donkergroen), natuur- of parkgebied (lichtgroen), gemeenschapsvoorzieningen en openbare nutsvoorzieningen (lichtblauw) en dergelijke.
Tevens wordt (in beperkte mate) de visie van de overheid uitgedrukt omtrent de toekomstige ruimtelijke ordening, bv. door het reserveren van woonuitbreidingsgebieden, of door het voorzien van nabestemmingen op de huidige bestemming. Deze nabestemmingen worden met arceringen aangeduid.

## Ontwikkeling
In 1962 werd op verzoek van Theo Lefevre via de "Wet op de Stedebouw" beslist tot de opmaak van een nationaal plan, streekplannen en gewestplannen. De gewestplannen zouden waar nodig aangepast/verder gedetailleerd kunnen worden door algemene plannen van aanleg (apa) en bijzondere plannen van aanleg (bpa). Een koninklijk besluit van 28 december 1972 legde de wettelijke grondslag voor het opstellen van de gewestplannen.
In het Vlaams Gewest werden 48 afzonderlijke plangewesten aangewezen. Hoewel meestal wordt gesproken over het Gewestplan, bestaat het in realiteit dus uit verschillende deelplannen (gewestplannen), die elk afzonderlijk werden goedgekeurd tussen 1976 en 1980. Naast de algemene bestemmingen kregen sommige deelplannen ook specifieke bestemmingen mee, zoals die voor "jachthavenontwikkeling" in het gewestplan Veurne - Westkust.

## Inhoud
Tijdens de industriële revolutie was er nauwelijks sprake van ruimtelijke ordening, en fabrieken ontwikkelden zich vaak middenin stadskernen, wat leidde tot overlast (luchtvervuiling, geurhinder, ...). Als tegenreactie ontstond binnen de architectuur het modernisme, en onder invloed van het Congrès Internationaux d'Architecture Moderne ontstond het idee van functiescheiding: wonen en werken (maar ook bv. recreatie) dienden op duidelijk gescheiden plekken te gebeuren. 
Het idee van functiescheiding is sterk aanwezig in de gewestplannen en er wordt een duidelijk onderscheid gemaakt tussen bv. woongebieden, industriegebieden, landbouwgebieden en bosgebieden. De functiescheiding belet bv. de bouw van fabrieken in woongebieden, terwijl in industriegebieden dan weer geen nieuwe woningen mogen worden opgericht.
| Bestemming                                                                                    | Kleur | Code |
| --------------------------------------------------------------------------------------------- | ----- | ---- |
| Woongebied                                                                                    |       | 0100 |
| Industriegebied                                                                               |       | 1000 |
| Gebieden voor ambachtelijke bedrijven en de gebieden voor kleine en middelgrote ondernemingen |       | 1100 |
| Landelijke gebieden                                                                           |       | 1100 |
| Agrarisch gebied                                                                              |       | 0900 |
| Bosgebied                                                                                     |       | 0800 |
| Natuurgebied                                                                                  |       | 0700 |
| Recreatiegebied                                                                               |       | 0400 |
| Gebieden voor gemeenschapsvoorzieningen en openbare nutsvoorzieninge                          |       | 0200 |
| Waterwegen                                                                                    |       |      |

## Kritiek
Er zijn twee soorten kritieken op de gewestplannen.
De eerste kritiek betreft de opmaak van de plannen, waarbij de grenslijnen werden getrokken tussen de verschillende functies. Een andere inkleuring van een perceel kon een sterke invloed hebben op de prijs ervan (een perceel in woongebied is veel meer waard dan een perceel in bosgebied). Een aantal kabinetsmedewerkers werd aangeklaagd voor corruptie omdat ze wederrechtelijk zoneringen hadden aangepast op de ontwerpplannen. Ze werden uiteindelijk vrijgesproken.
De tweede vorm van kritiek is zuiver inhoudelijk. De rigiditeit van de gewestplannen had een aantal voordelen, zo konden bosgebieden niet worden verkaveld, maar anderzijds hielden de plannen geen rekening met de veranderingen in de maatschappij: hoewel de maatschappij op dat ogenblik dat de plannen werden opgemaakt al begon te transformeren naar een post-fordistische diensteneconomie, vertrekken de plannen nog sterk uit het idee van functiescheiding. De plannen bieden evenmin een antwoord op problemen als stadsvlucht, gezinsverdunning, gewijzigde economische inzichten, de structurele files rond (vnl.) Antwerpen en Brussel, etc.
Daarnaast was er ook fraude met de gewestplannen, zie Gewestplanfraude.

## Herzieningen
Oorspronkelijk was het de bedoeling de plannen om de tien jaar te herzien. Deze herziening is er nooit gekomen. Door een aantal wetten werd de open ruimte in Vlaanderen daarenboven steeds verder aangetast. Belangrijk hierin waren de opvulregel die toeliet nieuwe zonevreemde woningen te bouwen, wat leidde tot meer lintbebouwing, en het 'minidecreet' 1984 dat toeliet dat zonevreemde bedrijven nog verder konden uitbreiden.
De wetgeving voorzag echter wel degelijk een aantal corrigerende maatregelen: het was immers mogelijk de gewestplannen te 'verfijnen' via apa's en bpa's, die echter beperkt waren tot het grondgebied van één gemeente, zodat ze geen antwoord konden bieden op maatschappelijke ontwikkelingen op bovengemeentelijk niveau. De wet op de stedenbouw uit 1962 voorzag bovendien de mogelijk om de ruimtelijke ordening bovenlokaal te sturen door de opmaak van een nationaal plan, of door streekplannen. Deze werden door een gebrek aan politieke eensgezinsheid echter nooit opgemaakt, waardoor er geen bovenbouw was die de ruimtelijke ontwikkeling een bepaalde richting uitstuurde. Die bovenbouw zou er pas komen in 1997 met het Ruimtelijk Structuurplan Vlaanderen, dat wel een visie vastlegt over de gewenste toekomstige ruimtelijke ontwikkelingen in Vlaanderen (bv. behoud van open ruimte door wonen te concentreren in de bestaande woonkernen, zodat niet onnodig open landbouwgebieden worden verkaveld). 
Sedert de Vlaamse Codex Ruimtelijke Ordening kunnen geen nieuwe apa's of bpa's meer worden opgemaakt, deze zijn vervangen door ruimtelijke uitvoeringsplannen, die in tegenstelling tot apa's en bpa's wel kunnen worden opgemaakt op gewestelijk of provinciaal vlak. Elk RUP vervangt de bestaande gewestplannen voor het specifieke plangebied van het RUP. Op plaatsen waar geen apa, bpa of RUP van kracht is, blijven de gewestplannen van toepassing.
Het Ruimtelijk Structuurplan Vlaanderen werd in 2020 opgevolgd door het Beleidsplan Ruimte Vlaanderen.